# Polisportiva Siracusana
La Polisportiva Siracusana è stata una società calcistica di Siracusa, fondata nel 1922, che diede vita ad una sezione football denominata 75º Reggimento Fanteria .

## Storia

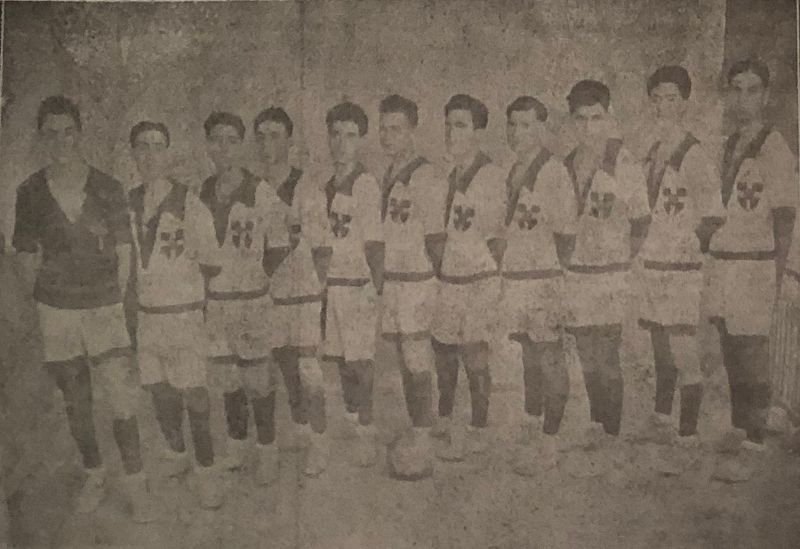
Prima squadra del 75º Reggimento Fanteria 1922

Solo dopo il primo dopoguerra, precisamente agli inizi degli anni venti, in città dopo la prima esperienza calcistica avuta con l'Ortigia Sport Club, sorsero nuovi club. Così nel 1922, oltre allo Sporting Club Santa Lucia (fondato per iniziativa del marinaio Giuseppe Barcio), venne fondata anche la Polisportiva Siracusana che attivò una sezione calcio con la squadra del 75º Reggimento Fanteria, nella quale militavano i militari in servizio nella città aretusea, di cui faceva parte il tenente di carriera Genesio Pioletti, che poi ebbe un ruolo fondamentale per lo sviluppo del calcio in città nel 1924.